# Sculpture grecque antique

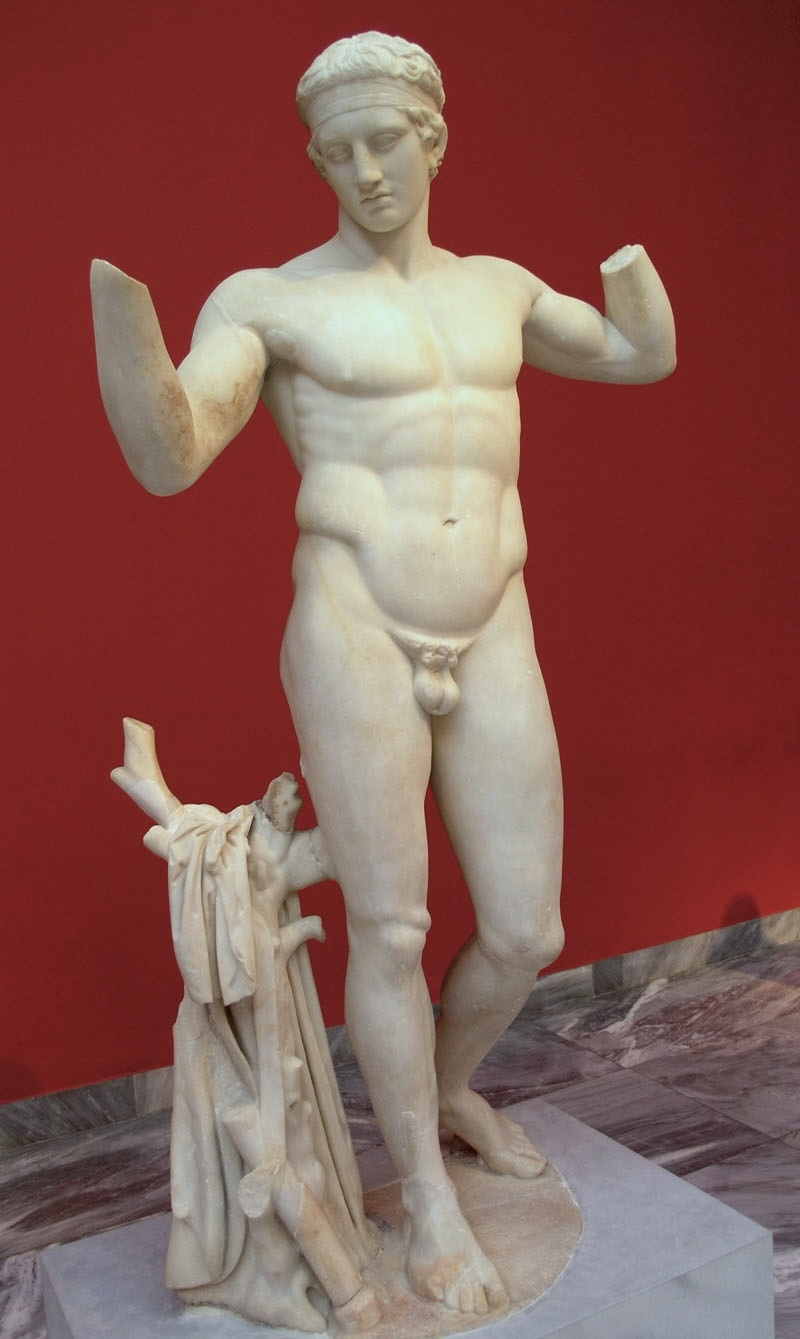
Copie du Diadumène de Polyclète, v. 100 av. J.-C., musée national archéologique d'Athènes

La sculpture est probablement l'aspect le plus connu de l’art grec antique, celui qui permettait pour un contemporain de la Grèce antique, mais après la peinture, d'offrir les plus beaux présents aux dieux, célébrer les héros et obtenir leur protection. Les sculptures grecques, souvent par l'intermédiaire de leurs copies et variantes romaines, ont servi de références permanentes aux sculpteurs du monde occidental, surtout depuis la Renaissance italienne jusqu'aux toutes premières années du XXe siècle.
Seule une faible partie de la production sculpturale grecque nous est parvenue, tandis que quasiment toute la peinture a disparu, hormis les céramiques peintes. Beaucoup de chefs-d'œuvre décrits dans la littérature antique sont désormais perdus ou extrêmement mutilés, et une grande partie ne nous en est connue que par des copies, plus ou moins habiles et fidèles, de l'époque romaine. Beaucoup de celles-ci ont été restaurées par des sculpteurs occidentaux, de la Renaissance à nos jours, parfois dans un sens bien différent de l'œuvre d'origine : tel discobole se transforme ainsi en gladiateur mourant, tel dieu reçoit les attributs de tel autre, les jambes de telle statue se trouvent greffées au tronc de telle autre. Le travail de dé-restauration permet, dans certains cas, de retrouver l'œuvre, même fragmentaire.
Cependant les découvertes archéologiques nous font connaître, sans cesse, autant de nouvelles statues monumentales en marbre et parfois en bronze ou en terre cuite, que la multitude des statuettes. Celles-ci , par leur nombre, témoignent de l'émulation qui animait le travail des sculpteurs en Grèce, sur cette longue durée : du VIIIe siècle au IIe siècle avant notre ère. Enfin la recherche scientifique sur cet ensemble constamment augmenté nous permet de mieux appréhender ces réalisations et le contexte culturel de leur production. Ces connaissances nous permettent d'autant mieux de les apprécier sous de multiples aspects.

## Matériaux

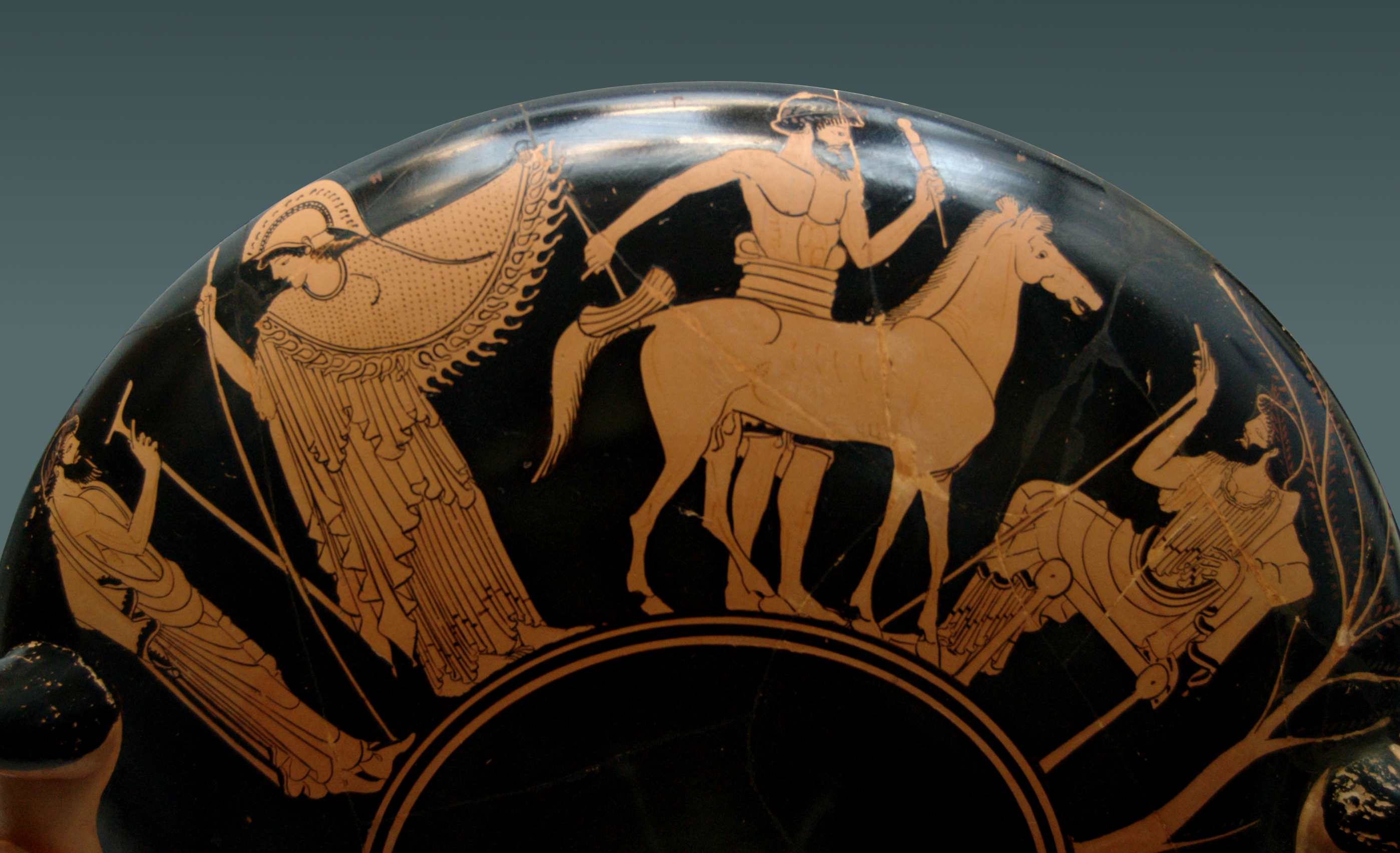
Athéna dans l'atelier d'un sculpteur œuvrant sur un cheval en marbre, kylix attique à figures rouges, 480 av. J.-C., Staatliche Antikensammlungen (Inv. 2650)

La plupart des sculptures grecques qui sont parvenues à l'ère moderne sont en pierre, le plus souvent en marbre blanc. Dans l'Antiquité, néanmoins, les Grecs sont loin de favoriser ce matériau. Il est alors en concurrence avec le bronze, la technique du chryséléphantin (incrustations d'or et ivoire), mais aussi l'argile et le bois.

### Le bois
Le bois est utilisé principalement à l'époque archaïque, pour réaliser les xoana, figures grossières, caractéristiques de la religion pré-olympique. Le plus célèbre est celui d'Orthia, identifiée ensuite à Artémis, dans le sanctuaire spartiate d'Artémis Orthia. La seule cité de Sparte comprend, selon Pausanias (III, passim), plus de 15 xoana. Certaines de ces statues sont habillées ou portent des armes, témoin le xoanon d'Aphrodite en armes à Sparte.
Les Grecs archaïques recourent également, principalement au VIIe siècle av. J.-C., à la technique du sphyrélaton, attestée déjà chez les Hittites et les Égyptiens : il s'agit de recouvrir de plaques de bronze martelées une âme en bois. C'est ainsi le cas de statuettes de culte représentant Apollon, Artémis et Léto, trouvées dans le sanctuaire de Dréros, en Crète, remontant au VIIIe siècle av. J.-C.
Cependant, le bois est également employé pour des travaux plus raffinés. Ainsi du coffre de Cypsélos, tyran de Corinthe de 655 environ à 625. Pausanias fournit une description détaillée (V, 17, 5 et suivants) du coffre, exposé à Olympie jusqu'aux premiers siècles apr. J.-C., avant qu'il ne disparaisse. Le coffre est fait de cèdre orné de figures en ivoire ou en or, et représente des scènes de la guerre de Troie.
Du fait de la fragilité du support, peu de sculptures en bois nous sont parvenues. On peut citer un fragment de statuette votive, haut de 28 cm, trouvé à Samos, reproduisant peut-être la statue du culte d'Héra. Il est actuellement exposé au musée d'Archéologie de Samos (no H41).

### La terre cuite

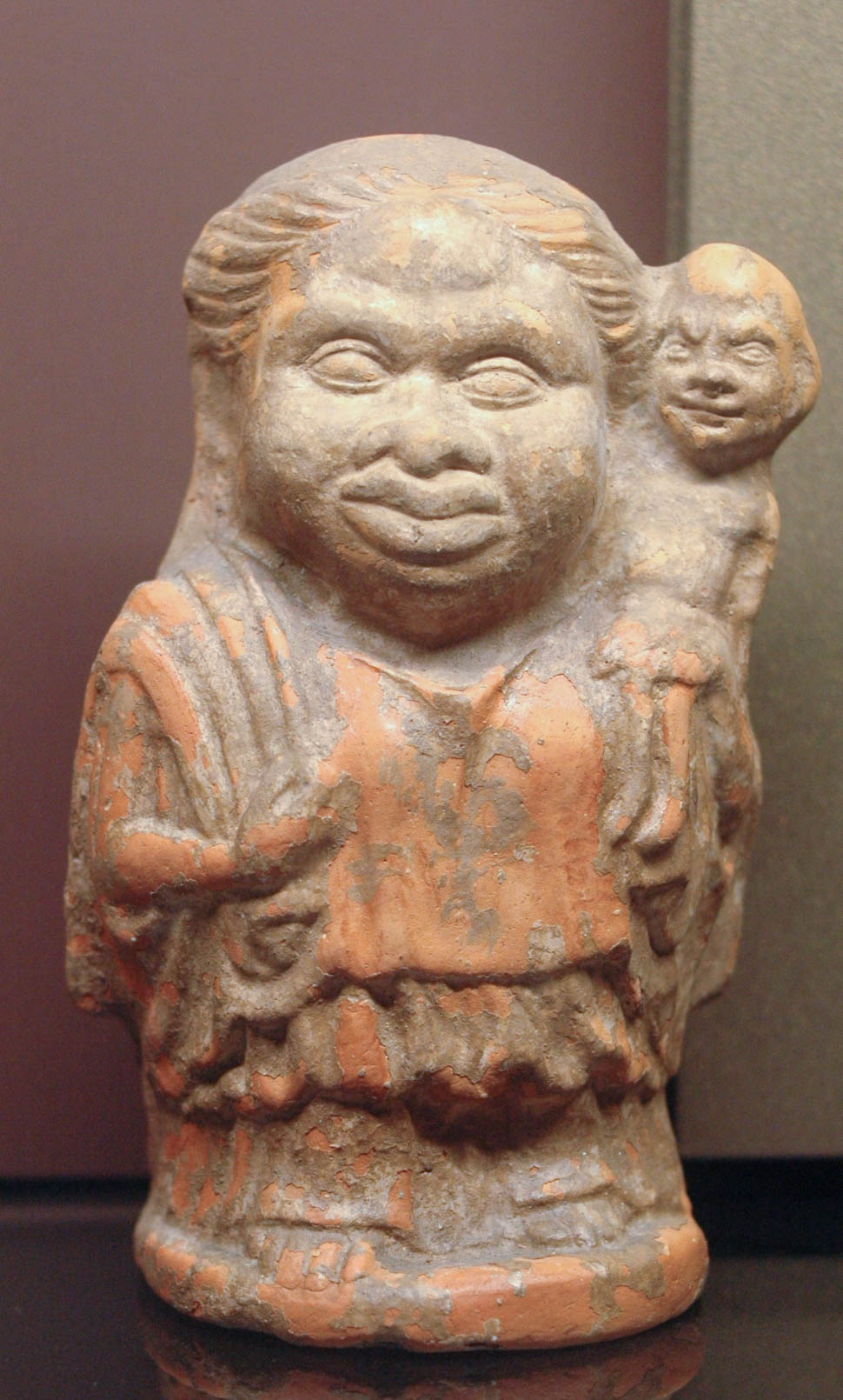
Grotesque : naine portant une petite fille (naine courotrophe), figurine en terre cuite de Lamia,, musée du Louvre

L'argile est un matériau fréquemment utilisé pour la confection de statuettes votives ou d'idoles, depuis la civilisation minoenne jusqu'à l'époque hellénistique. Au VIIIe siècle av. J.-C., en Béotie, on fabrique ainsi des « idoles-cloches », statuettes féminines à jambes mobiles : la tête, petite par rapport au reste du corps, est perchée au bout d'un long cou, tandis que le milieu du corps est très ample, en forme de cloche. Au début du VIIIe siècle av. J.-C., les tombes dites « de héros » reçoivent des centaines, voire des milliers de petites figurines, à la figuration rudimentaire, représentant généralement des personnages aux bras levés, c'est-à-dire des dieux en apothéose.
Par la suite, les figurines de terre cuite perdent leur caractère religieux. Elles représentent désormais des personnages de la vie quotidienne. Aux IVe et IIIe siècles av. J.-C., les figurines dites « de Tanagra » témoignent ainsi d'un art raffiné. À la même époque, des villes comme Alexandrie, Smyrne ou encore Tarse produisent en abondance des figurines grotesques, représentant des individus aux membres déformés, aux yeux exorbités, arborant des rictus et se contorsionnant. Ces figurines sont également réalisées en bronze.
La terre cuite est cependant peu employée pour la grande statuaire. L'exception la plus connue est le Zeus enlevant Ganymède d'Olympie, réalisé vers 470 av. J.-C. Dans ce cas, la terre cuite est peinte.

### La technique chryséléphantine: or et ivoire
Le matériau le plus coûteux est également le plus apprécié des Grecs. Il consiste en une âme de bois plaquée d'ivoire pour représenter la chair, et l'or pour représenter les vêtements. Les exemples les plus connus sont les statues (perdues) d'Athéna Parthénos à Athènes ou de Zeus à Olympie (l'une des Sept Merveilles du monde), toutes deux réalisations de Phidias.
Peu de vestiges subsistent de cette statuaire : les œuvres réalisées selon cette technique sont fragiles. À l'époque hellénistique déjà, les inventaires des trésors des temples de Délos signalent qu'un morceau d'or s'est détaché de la statue chryséléphantine d'Apollon. En outre, l'ivoire et l'or sont des matériaux précieux tendant à être arrachés et récupérés. Nous conservons trois têtes et des fragments grandeur nature, découverts à Delphes sous la voie sacrée, datant du milieu du VIe siècle av. J.-C.
L'ivoire est également travaillé seul. Taille des défenses d'éléphant oblige, la production se limite à des statuettes. Les premières subissent l'influence orientale. Quatre d'entre elles, figurant des femmes nues, ont été retrouvées dans le cimetière du Céramique, à Athènes ; elles remontent à 735–720 av. J.-C. Par la suite, le travail de l'ivoire s'éloigne du modèle oriental ; les statuettes sont agrémentées de métaux précieux. Ainsi d'un danseur, élément d'une cithare d'apparat, retrouvé à Samos dans le sanctuaire d'Héra, datant du début du VIIe siècle av. J.-C.

### Le métal: du bronze à l'argent

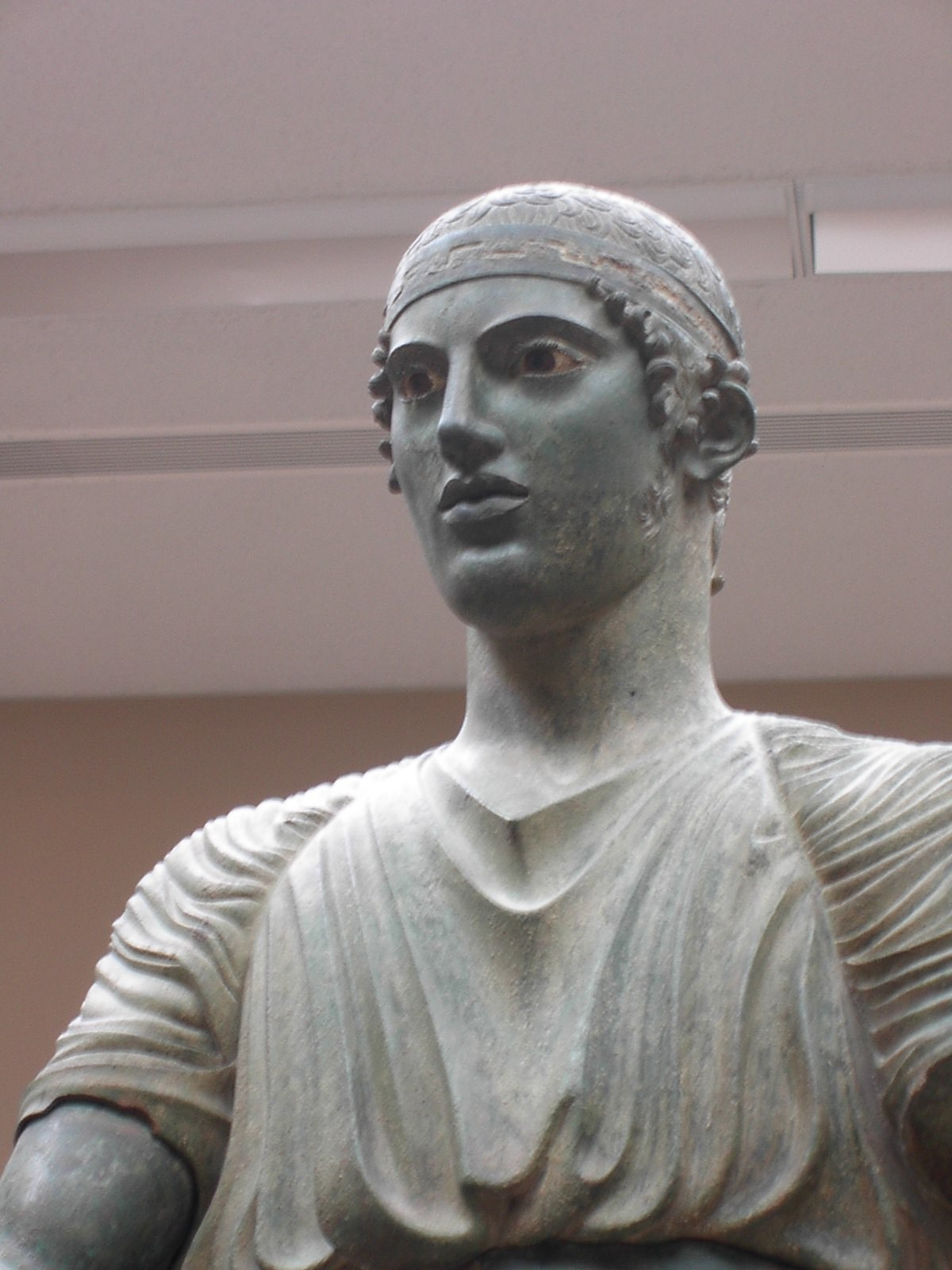
Aurige de Delphes, détail, v. 478 ou 474 av. J.-C., musée de Delphes

Après la technique chryséléphantine, le métal, notamment l'airain : le bronze (mais aussi des alliages ternaires et quaternaires) est le matériau le plus apprécié des Grecs. Abondamment employé à l'époque minoenne ou mycénienne, sa technique s'est perdue au cours des siècles dits « obscurs ». Les Grecs l'apprennent de nouveau au contact des peuples du Proche-Orient et de l'Égypte. Le travail de la fonte pleine limite d'abord la taille des pièces. On recourt à la technique mixte du sphyrélatos pour pallier cet inconvénient. Les chevaux votifs de l'époque géométrique recourent à un autre subterfuge : les artistes utilisent des fils épais et des feuilles bombées pour figurer les différentes parties de l'animal.
Tout à la fin du VIe siècle av. J.-C. est découverte par le sculpteur Rhoïcos la technique de la fonte à la cire perdue sur négatif (ou « en creux »), palliatif de la technique sur positif, permettant de conserver le modèle et le moule originels et d'avoir une épaisseur de bronze plus régulière et plus fine, donc moins de problèmes au refroidissement. Cette méthode, selon Pausanias, serait empruntée à l'Égypte, mais ce point reste très contesté. Grâce à cette innovation, le travail du sculpteur se déplace : il devient, dans les sources, le « plastes », le modeleur, et peut réaliser un travail nettement plus virtuose. Dès lors, le bronze devient le matériau de prédilection des sculpteurs, qui semblent en général avoir été aussi les fondeurs.

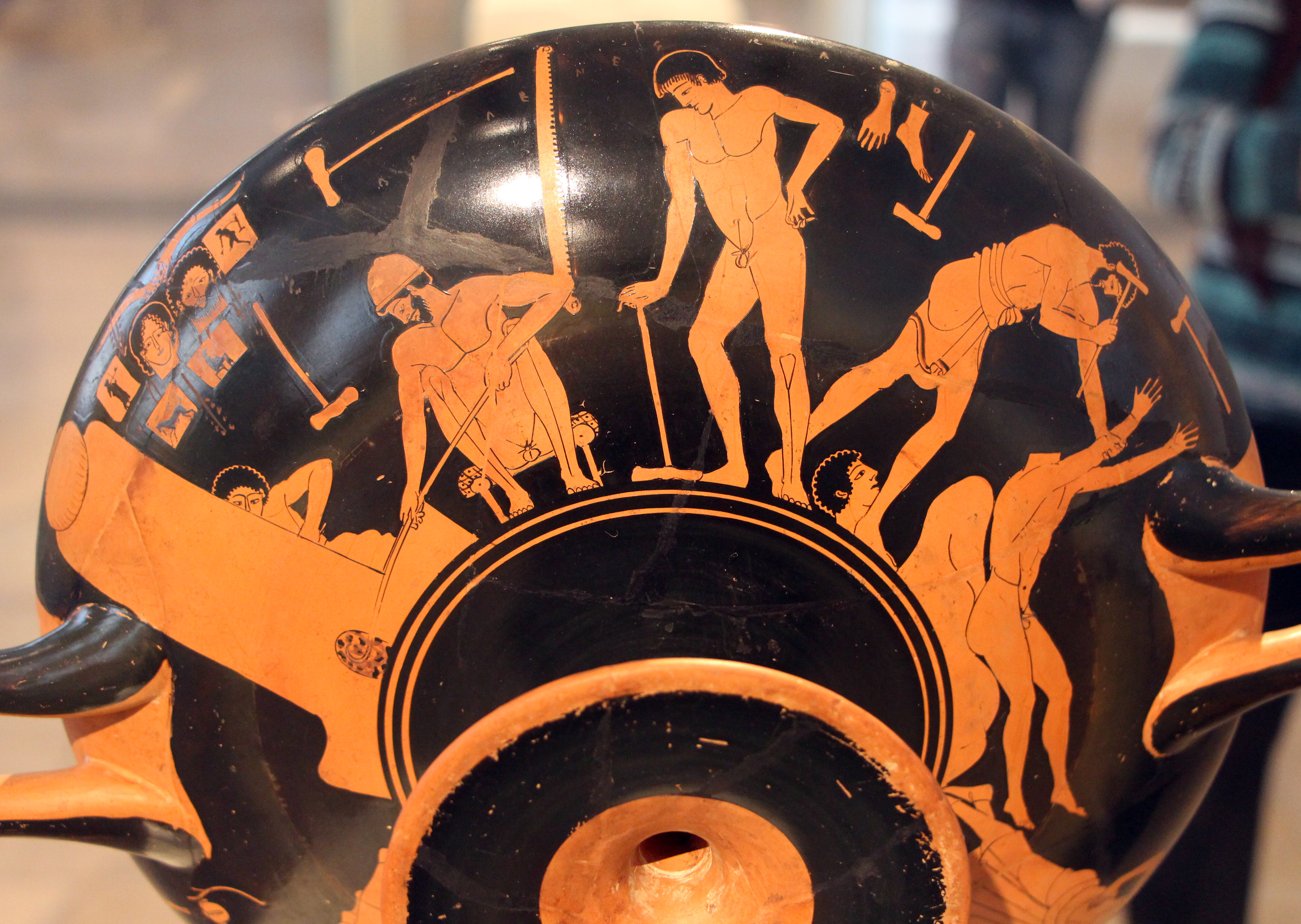
Peintre de la fonderie. Scène d'une fonderie de sculpteur sur bronze. Kylix attique à figures rouges, 490-480. Altes Museum, Berlin

Le procédé suit plusieurs étapes : un modèle exactement ressemblant à la figure voulue est créé par le sculpteur puis découpé en plusieurs morceaux. Un moule est ensuite réalisé autour de chacun des morceaux ; cette étape est primordiale, puisque c'est grâce à elle que la sculpture aura son aspect définitif. Le noyau est alors ôté, et conservé, mais les Grecs ne semblent pas avoir pour autant dupliqué leurs sculptures, au contraire des Romains. Le moule est ensuite nappé de cire. Pour cette étape, plusieurs processus sont utilisés : le battage, c’est-à-dire le nappage par de la cire liquide, l'application à la main ou au pinceau. On introduit ensuite un noyau en terre réfractaire, puis le premier moule est enlevé. La fonte se poursuit alors comme une fonte à la cire perdue sur positif : des canaux de cire servant à l'alimentation en bronze et à l'évacuation de la cire et des gaz sont ajoutés, puis un moule en argile réfractaire englobe le tout. Le moule est chauffé pour évacuer la cire et le cuire avant d'y couler le bronze fondu. L'ensemble doit être ensuite refroidi, la statue dégagée et ciselée à froid, puis patinée ou cirée.
L'usage de patines volontaires dans la Grèce antique est encore très problématique pour les historiens de l'art.
Outre le bronze et les alliages similaires, les sculpteurs utilisent plusieurs autres matériaux métalliques, notamment pour donner de la polychromie à leurs statues par des incrustations. Ainsi les lèvres sont-elles le plus souvent dans un alliage très riche en cuivre, donc très rouge. Jusqu'au milieu du Ve siècle, les sourcils, le sang et les pointes des seins des hommes nus sont incrustés dans ce même matériau. Il arrive également que les dents soient plaquées d'argent, comme dans le cas de l'Aurige de Delphes (où elles ne sont pourtant pas visibles), et un doigt provenant de l'Acropole d'Athènes atteste de la véracité du récit de Pausanias quand il parle d'ongles en argent. Quant aux yeux, il arrive qu'ils soient l'œuvre d'un artisan spécial, comme l'attestent les sources pour la période romaine (l'artisan est appelé oculus faber). Le globe oculaire, en marbre, ivoire, calcaire ou pâte de verre blanche est évidé pour y glisser l'iris en pâte de verre, quartz ou cristal de roche, qui comporte lui-même une cupule où placer la pupille, dans un verre de couleur différente ou en obsidienne. Le tout peut être maintenu par des arceaux métalliques. Les incrustations de l'iris et de la pupille n'emplissent pas entièrement la cavité qui leur est destinée, afin que la lumière puisse jouer avec. Des nuances très fines peuvent être obtenues, comme dans le cas d'une tête d'enfant hellénistique provenant d'Olympie dont l'iris est dans une pâte de verre brune avec des reflets violacés.

### Le marbre
Matériau privilégié à la période archaïque, le marbre est supplanté au Ve siècle par le bronze, mais reste encore largement utilisé dans les sculptures architecturales. Le marbre était souvent peint, comme celui de l'Aphrodite de Cnide, au IVe siècle, et se voyait parfois augmenté d'éléments de bronze, éventuellement dorés. Son enduction d'huiles permettait d'obtenir une ambiance parfumée. Les marbres blancs de nos musées sont bien éloignés des originaux, dans leur contexte antique local.
Un sculpteur professionnel devait prendre une année entière pour sculpter une statue de grande taille, généralement légèrement supérieure à la taille humaine à l'époque classique.

## Périodes et styles
- la période néolithique, allant de 6500 à 3500 av. J.-C. ;
- le style cycladique, allant de 3200 à 2000 av. J.-C. ;
- la période géométrique, allant de 1050 à 700 av. J.-C. ;
- la période orientalisante, allant de 700 à 600 av. J.-C. ;
- la période archaïque, allant du VIIIe siècle à la fin du VIe siècle av. J.-C. ;
- le premier classicisme, représenté par des sculpteurs comme Phidias, Myron ou Polyclète, au Ve siècle av. J.-C. ;
- le second classicisme, période dominée par Praxitèle et Lysippe, qui s'étend du IVe siècle av. J.-C. au règne d'Alexandre le Grand ;
- la période hellénistique, dont les œuvres emblématiques sont la Vénus de Milo, le groupe du Laocoon du Vatican ou encore la Victoire de Samothrace, qui va de la mort d'Alexandre en 323 av. J.-C. jusqu'à la domination romaine.

Ces périodes correspondent à des styles différents plus qu'à des espaces géographiques.
En effet, bien que réalisés souvent en Grèce continentale, dans les Cyclades ou en Asie Mineure, les œuvres ou les modèles archaïques et classiques ont été largement diffusés par le commerce maritime, et des centres de production ont émergé dans les colonies grecques au plus tard au VIe siècle av. J.-C.
Les œuvres hellénistiques sont produites dans des centres plus divers, aussi bien sur le pourtour égéen, notamment en Asie Mineure (Pergame), qu'au Levant, en Italie et en Afrique du Nord (Alexandrie, Cyrène, Carthage).

### Période néolithique
On trouve des exemples de sculpture dès la période néolithique. La ronde-bosse, en terre cuite, représente alors majoritairement des figures féminines. L'accent est mis sur leurs formes, avec une poitrine, un ventre et des hanches larges, tandis que leurs bras sont atrophiés. La tête, qui n'est notée que par un cylindre, est marquée par des yeux et une chevelure incisée. La volonté est de marquer la fertilité, la fécondité de ces femmes, comme en témoignent les exemples de figurines courotrophes. Quant aux statuettes masculines, également en terre cuite, elles sont caractérisées par leur nudité et sont parfois ithyphallique, ce qui montre encore une fois un principe de vitalité, de fécondité.

### Style cycladique
Pour un article plus général, voir Art cycladique.
À l'Âge du Bronze, la sculpture grecque antique est marquée par la sculpture cycladique. Cette sculpture est caractérisée par différents styles en fonction de la période et de la culture.
Au Cycladique Ancien I (entre 3200 et 2700 av. J.-C.), il existe le type de Plastiras de la culture de Grotta-Pélos, et la typologie des idoles-violon. Le premier type, sur marbre, est caractérisé par un canon tripartite. Le cou, particulièrement allongé, surmonte les mains qui sont affrontées sur la poitrine. Les pieds sont posés à plat sur le sol. Les détails anatomiques sont nombreux mais modestes. Le second type, également sur marbre, est majoritairement féminin. Le corps humain y est réduit au cou, aux épaules, au rétrécissement de la taille et à l'élargissement des hanches. Ces statuettes sont très plates et extrêmement stylisées. On trouve parfois des incisions pour le pubis et pour l'encolure à la base du cou.
Au Cycladique Ancien II (entre 2700 et 2300 av. J.-C.), il existe deux variétés pour la même culture de Kéros-Syros, la variété de Spedos et la variété de Dokatismata. La première, sur marbre, est celle des « idoles aux bras croisés ». Elle représente une femme nue, debout sur la pointe des pieds, de canon quadripartite qui s'inscrit dans un cercle. L'avant-bras gauche est placé sur l'avant-bras droit. La tête, globalement lyriforme, est marquée par un nez tronconique et des oreilles détaillées. Elle est liée aux épaules, droites et tombantes, par un cou tronconique. Deux légères protubérances marquent les seins, et une ligne marque les hanches. Les jambes sont séparées par un évidemment. Les traces de peintures retrouvées sur certaines sont peut-être la marque de peintures rituelles.

### Période géométrique
Au proto-géométrique (entre 1050 et 900 av. J.-C.), on trouve beaucoup de petites figurines en terre cuite, comme des chevaux par exemple. Le corps est fait de volumes géométriques, et est recouvert de formes géométriques.
Au Géométrique récent (entre 770 et 700 av. J.-C.), ce sont majoritairement des figurines en bronze, utilisées pour la décoration des anses de trépieds, que l'on trouve.

### Période orientalisante
La période orientalisante est marquée par le style dédalique. Le visage humain est étroit et triangulaire, et est encadré par une lourde perruque. Au dédalique moyen, le visage s'élargit pour être totalement large et arrondi à la fin de la période. Les femmes sont représentées droites et debout. Elles sont vêtues d'une tunique qui leur dérobe le corps, d'une pèlerine et d'une large et haute ceinture à la taille.
Il existe également des exemples de sculpture autres qu'humaines, entre autres la sculpture en pierre de chapiteaux éoliques, les frises de cavaliers et de lions du "temple" de Prinias, en Crète.

### Période archaïque

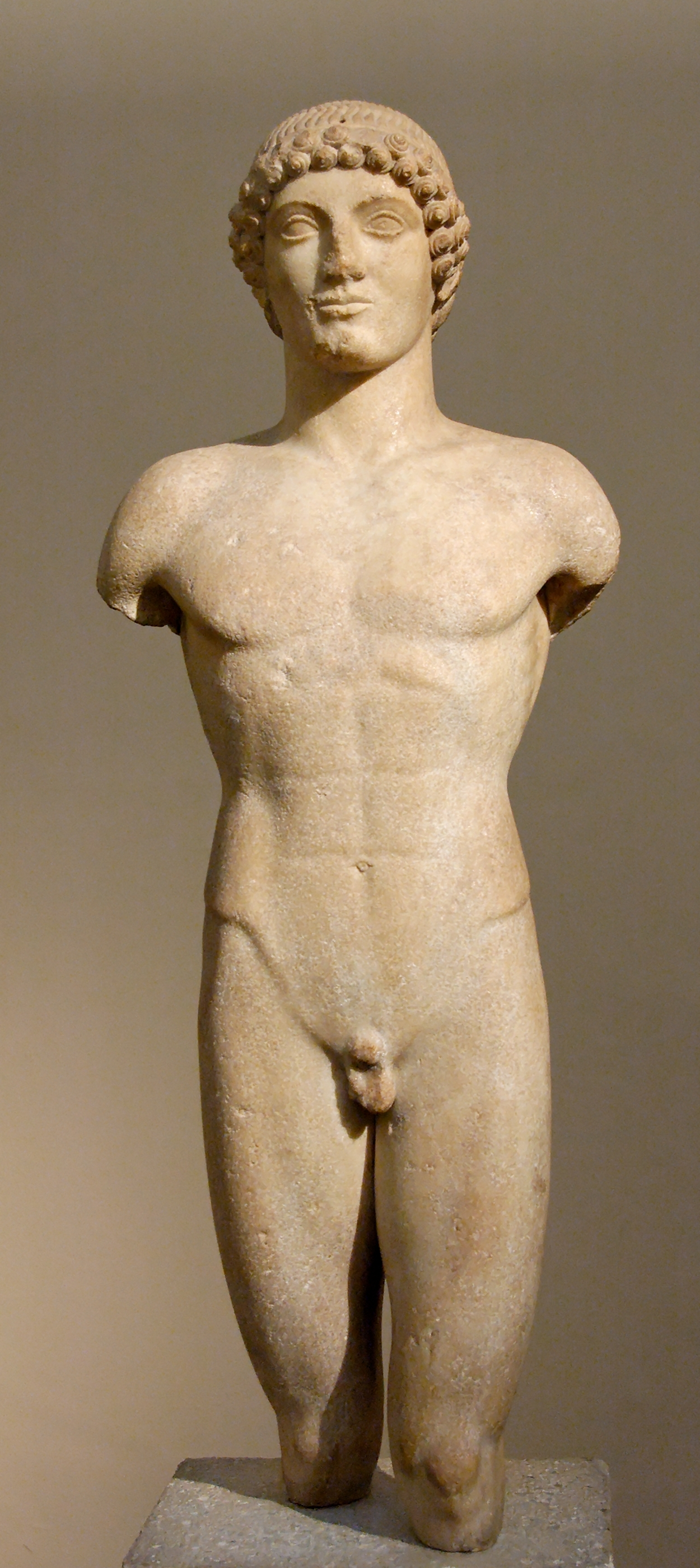
Kouros provenant de l'île d'Anafi, 510-500 av. J.-C., British Museum

La période archaïque (700-480 av. J.-C.) est caractérisée par une grande simplicité des formes et des postures, souvent symboliques, dont l'expression la plus typique se retrouve dans les kouroï (pluriel de κοῦροs / koūros, « jeune garçon ») et les κόραι / kórai (de κόρη / kórē, « jeune fille »). Il s'agit de figures humaines en pied, masculines ou féminines, offrandes faites par la cité aux divinités. Ces statues, de taille généralement humaines, sont une première évolution vers un réalisme naturaliste. Les proportions ne sont cependant pas respectées avec, notamment, une disproportion des cuisses, une taille particulièrement fine, des épaules trop larges... Les traits du visages sont caractérisés par un sourire et des pommettes saillantes, de grands yeux en amandes particulièrement bombés. Les kouroi (masculin pl) sont entièrement nus, les cheveux longs, les bras le long du corps, debout la jambe gauche avancée, et relèvent de l'étude anatomique. Les korai (féminin pl) sont debout, les jambes réunies, vêtues d'un chiton (tunique de lin) ou d'un péplos (tunique de laine), et relèvent de l'étude du drapé et de la recherche d'effets vestimentaires. Ce style est probablement inspiré des œuvres égyptiennes découvertes en Grèce grâce au commerce à partir du VIIe siècle av. J.-C. et se caractérise par la coiffure en nattes tressées et la jambe gauche avancée (attitude qualifiée de « maniérisme attique ») qui rompt un peu avec la frontalité. Les détails de la musculature sont peu réalistes et ne sont souvent représentés que par de simples incisions dans la pierre. Nous devons leur conservation à leur caractère sacré les empêchant de pouvoir quitter le temple auquel ils ont été dédiés.
L'archaïque se termine avec l'archaïque récent (début vers 530 av. J.-C.). On assiste à un changement dans la compréhension du corps humain, moins schématique, plus sensible ; le corps est compris dans sa totalité, devient plus organique et commence à bouger. Les formes, plus lourdes, annoncent le Style Sévère.
Cette période comporte des œuvres essentiellement sculptées dans le marbre ou la pierre, la terre cuite, la technologie de fonte du bronze ne permettant pas encore de fonderies de grande taille. Ces œuvres sont parfois polychromes, et il semble que l'usage de peindre les statues était assez général et durable en Grèce.

### Période classique

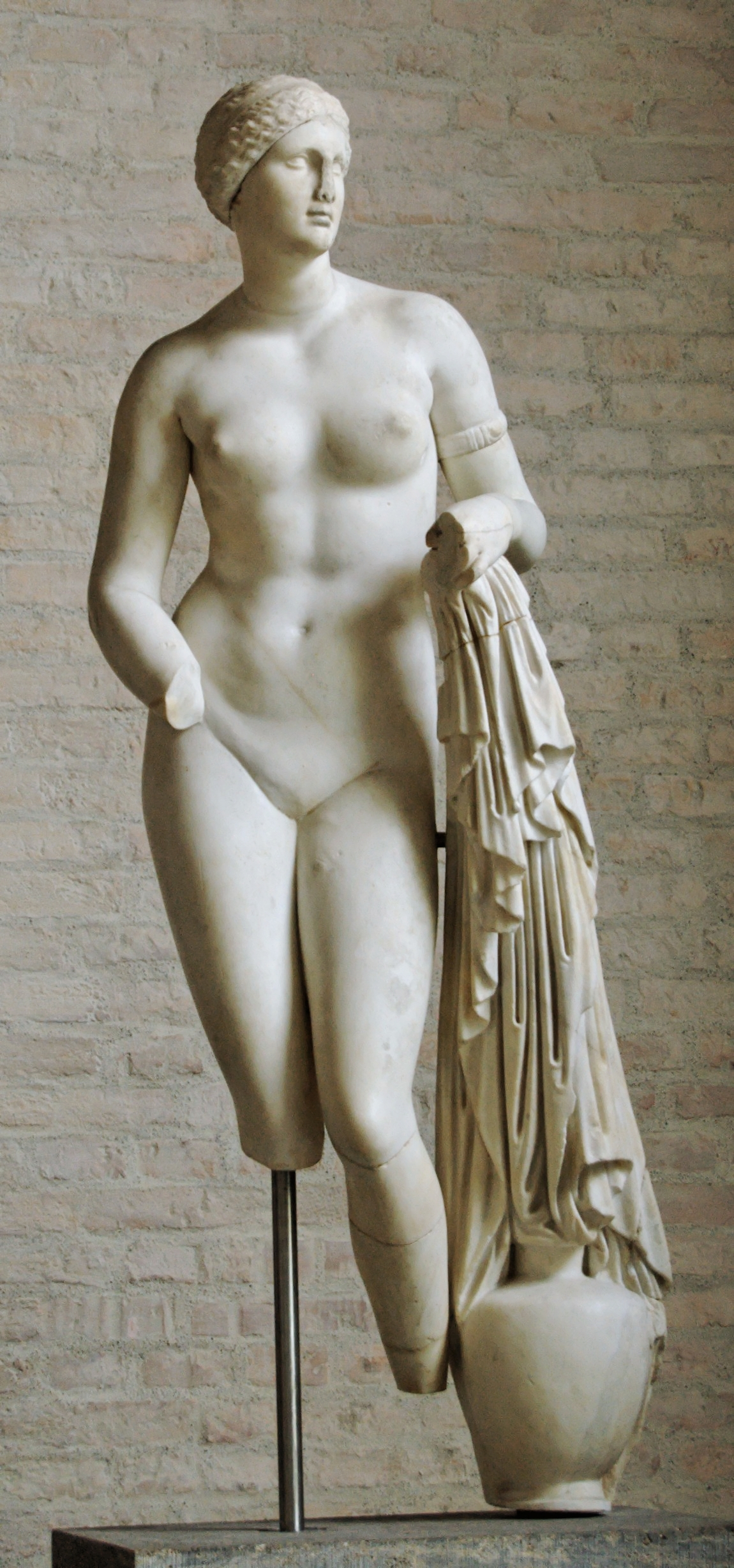
Aphrodite Braschi, statue du type de l’Aphrodite de Cnide de Praxitèle, Glyptothèque de Munich

La période classique voit apparaître des sculptures qui maîtrisent l'anatomie et la pose, dont les auteurs sont identifiés, notamment du fait de la définition de canons esthétiques de proportions qui leur étaient propres. Le répertoire de la période classique embrasse aussi bien la mythologie que les héros, représentés dans le naturel supposé du quotidien, avec l'apparition du contrapposto ou déhanchement de la jambe d'appui. L'anatomie s'anime grâce à la distinction de la jambe libre et de la jambe d'appui. Pourtant, la sculpture est bidimensionnelle, le mouvement est encore plastique et artificiel, et l'idéalisation du corps est encore très marquée, notamment au niveau du visage. Avec le style maniériste (entre 430 et 370 av. J.-C.), les drapés gagnent en souplesse et en effets décoratifs, et les courbes du corps se font plus sinueuses. La maîtrise de l'exécution fait de la sculpture du Ve siècle av. J.-C. le sommet de l'esthétique classique, qui inspirera encore la Renaissance et le néo-classicisme des XVIIIe et XIXe siècles européens.
La période classique est aussi l'époque de sculptures monumentales, parfois en bronze (Aurige de Delphes), parfois dans des matériaux moins usités, comme les sculptures chryséléphantines (placage d'or et d'ivoire) de Zeus ou d'Athéna, que Phidias a réalisées pour leurs temples respectifs, à Olympie (une des Sept Merveilles du monde) ou à Athènes.
Le second classicisme (vers 370 - vers 330 av. J.-C.) se distingue du premier par un affinement des canons de proportion, mais surtout par une interprétation plus légère, moins raide, que la période précédente, ainsi que des sujets plus quotidiens. Les sculptures gagnent en mouvement et en mobilité, et deviennent plus tridimensionnelles grâce à la multiplicité des points de vue. On a également l'introduction du nu féminin. Quatre grands sculpteurs se détachent durant cette période : Scopas de Paros, Léocharès, Praxitèle et Lysippe, même si ce dernier est souvent associé aux débuts de l'art hellénistique, travaillant auprès d'Alexandre le Grand, et faisant en quelque sorte figure d'intermédiaire entre ces deux périodes. L’Hermès portant Dionysos enfant attribué à Praxitèle est l'un des meilleurs exemples de cette période.
Le marbre blanc est la matière la plus usitée par les sculpteurs, le plus souvent ceux de Paros ou du Pentélique, qui donnent à la lumière une lisibilité douce des courbes et des volumes. Toutefois, la plupart des statues de marbre sont peintes, les chairs comme les vêtements, de couleurs vives. En ce qui concerne les bronzes, ils faisaient couramment l'objet de rehauts rapportés comme des yeux en émail, des lèvres et des seins en cuivre, des cils en bronze. La patine verte que nous leur connaissons n'est pas appréciée dans l'Antiquité, les bronzes sont astiqués, voire dorés à la feuille.

### Période hellénistique

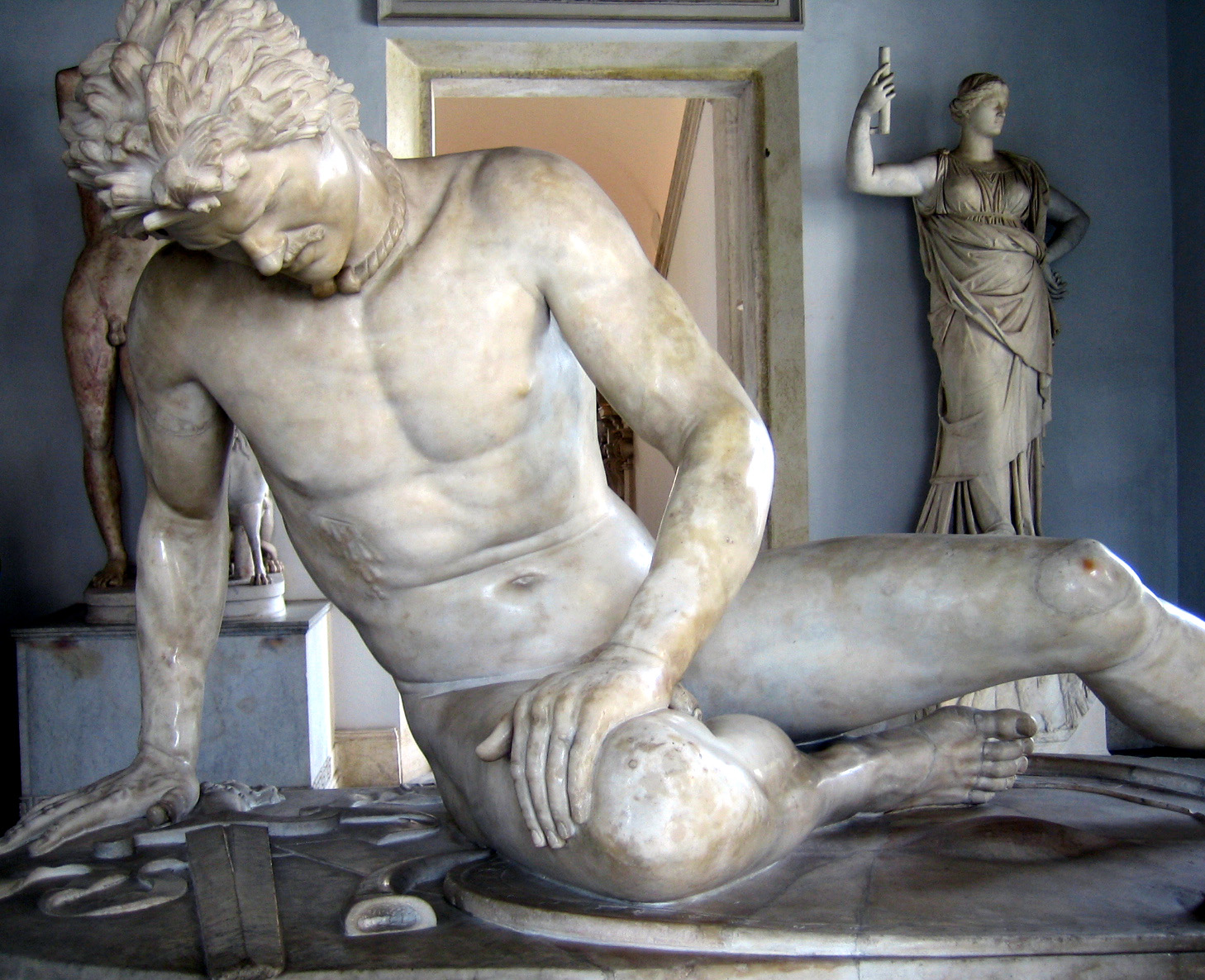
Le Galate mourant, copie romaine en marbre d'un original grec perdu de l'époque hellénistique (323-31 av. J.-C.),

L'époque hellénistique s'étend de manière conventionnelle de 323 à 30 av. J.-C. L'historien allemand Johann Gustav Droysen utilise pour la première fois le terme « hellénistique » dans Geschichte des Hellenismus en se référant à des critères linguistiques et culturels. Cette période débute à la mort d’Alexandre le Grand et se termine avec la chute du royaume lagide, dernier État hellénistique encore indépendant. Cette période connaît des bouleversements sociaux et le morcellement de la société. L'art hellénistique est un art cosmopolite avec une préoccupation particulière de la part des princes et des gouverneurs. L’enrichissement est favorisé par la conquête de l’Égypte et de la Mésopotamie. Cependant les centres importants se déplacent, comme à Pergame (en Anatolie) et à Alexandrie. Athènes perd de son importance sur le plan politique mais aussi culturel. Cette période est souvent présentée comme une transition entre la période classique grecque et le style romain.

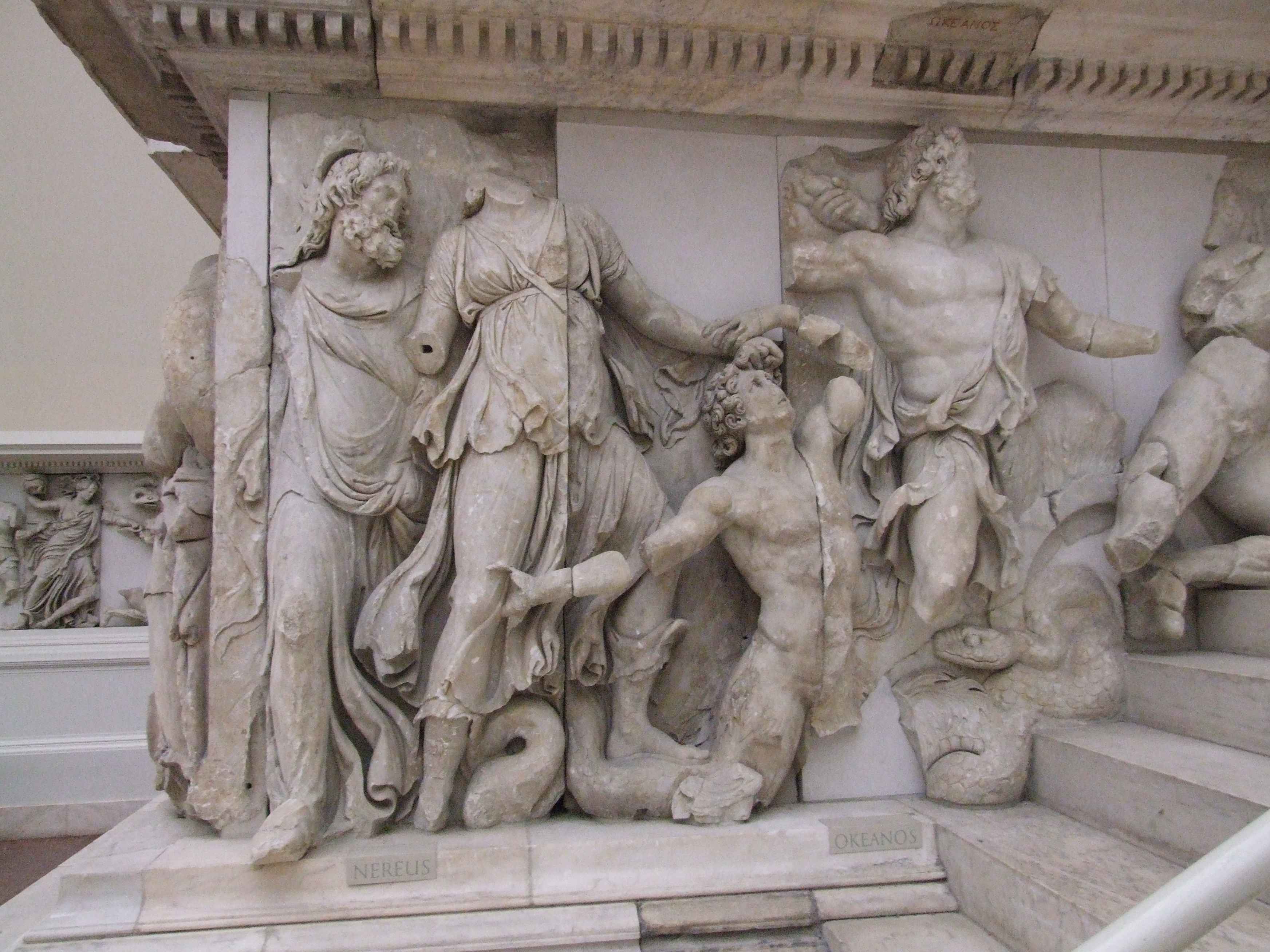
Détail des sculptures du Grand Autel de Pergame. Gigantomachie. Berlin

La ronde bosse à l'époque hellénistique fait la part belle aux cortèges de Dionysos et d'Aphrodite, au traitement des émotions, et aux différents âges de la vie. On note la préférence pour les particularités physiques. On distingue trois styles au cours de cette période, le baroque hellénistique, le rococo hellénistique et le style rétrospectif. Le baroque hellénistique est un art imposant et théâtral qui doit frapper le spectateur. Ses compositions sont dynamiques et pluridimensionnelles. La violence des actions et des sentiments sont exprimés à outrance dans des scènes efficaces, pathétiques et expressives. La tridimensionnalité des œuvres est marquée par des mouvements vifs hélicoïdaux et des torsions. Les formes sont variées, les effets de tissus bouillonnants et les musculatures extrêmement puissantes et tendues accrochent l’œil du spectateur. L'exemple le plus célèbre du baroque hellénistique est le Grand Autel de Pergame. À l'opposé, le rococo hellénistique favorise des thèmes galants plus anecdotiques, comme des enfants jouant, des grotesques, ou des scènes mettant en jeu les cortèges de Dionysos et d'Aphrodite. Le ton est plus léger et décoratif. Quant au style rétrospectif, il est à lier à l'hellénisation croissante, à la glorification des maîtres du Ve et IVe siècles av. J.-C., ainsi qu'à l'émergence de Rome comme nouveau commanditaire. En effet, quand les Romains ne peuvent rapporter en butin les sculptures de ces maîtres, ils commandent des œuvres « à la manière de ». On trouve ainsi un courant néoclassique, marqué par des visages doux et idéalisés, un canon élancé, une sensualité des chairs, des effets de drapés et une tridimensionnalité, ou encore un courant néo-archaïque, marqué par le port du chiton et d'un himation transversale et par des plis torsadés. La composition est hélicoïdale, et marquée par un ballonnement du ventre et une compression des chairs, typiquement hellénistique.

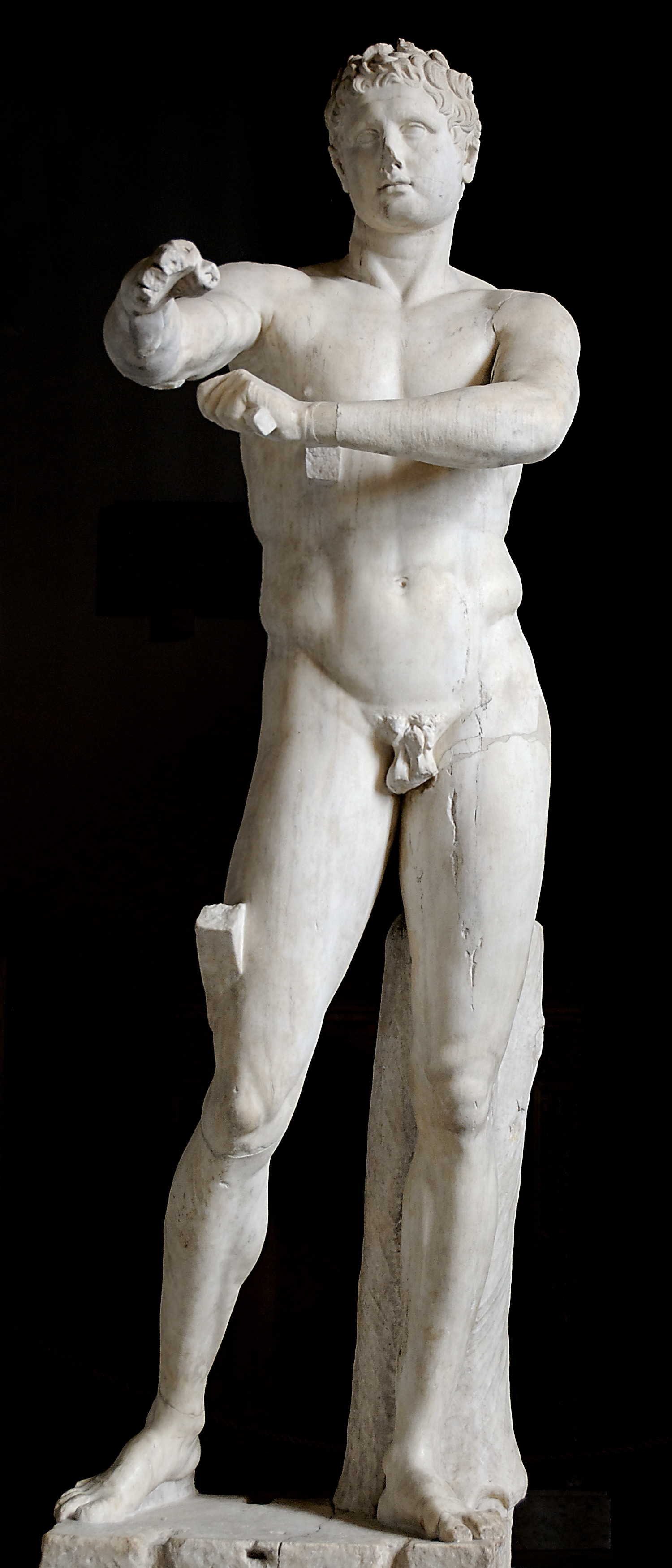
L’Apoxyomène du Vatican, au musée Pio-Clementino.

Lysippe de Sicyone est le précurseur du développement du portrait, il sera d’ailleurs le portraitiste attitré d’Alexandre le Grand. Il conçoit ses œuvres en fonction du public avec un nouveau canon d’un rapport 1/8 du volume total pour la tête. Ses modèles sont plus élancés, plus affinés, il s’attache à la pleine maîtrise de l’art du portrait. L’Apoxyomène en marbre de Lysippe datant de 320 av. J.-C. pour 250 cm représente un athlète nu raclant sa peau avec un strigile (sorte de rasoir) ; c'est une sorte de symbole d’instabilité de la vie. L’Hercule Farnèse de 320 av. J.-C. également mesure 307 cm. Hercule y est représenté reposant sur sa massue recouverte en partie de la peau du lion, et il tient à la main les pommes du Jardin des Hespérides. Il y a une structure complexe, que nous font comprendre différents points de vue sur sa position car il articule précisément la face et les profils. Il s’approprie l’espace, il recherche l’équilibre et pour la toute première fois dans l’histoire de la Grèce, Hercule est marqué par la vieillesse dans un réalisme effectif. Le sculpteur montre un intérêt marqué pour l'expressivité, la musculature exacerbée, les attitudes emphatiques, les thèmes du combat et la douleur.
Un des groupes les plus caractéristiques de l'époque hellénistique est celui des « Petits Gaulois » (ou « Petits Galates » et des « Grands Gaulois »), dont les originaux datent d'environ 230-220 av. J.-C., réalisés par des sculpteurs grecs à la suite d'une série de batailles contre les Gaulois. L'expression est omniprésente et caractéristique de l'art hellénistique, les blessures et la souffrance sont très présents, la position des personnages est dans toutes les directions, remplit l'espace, à l'égal de la Victoire de Samothrace. L'expression du « Pathos » (douleur, souffrance) et le développement du thème de la force et du courage augmente la valeur de l'ennemi et par conséquent la valeur du vainqueur (ici, les Grecs).
Le Groupe du Laocoon de Polydore, œuvre magistrale, représente la douleur, les combats, la guerre, tout ce qui marque la vie. Les Romains vont s’en inspirer, autant dans la sculpture que dans la peinture ou l’architecture. On remarquera que l’évolution dans la figure humaine est très longue, surtout à cause de toute la rationalisation qui y gravite.